# ファンティ語

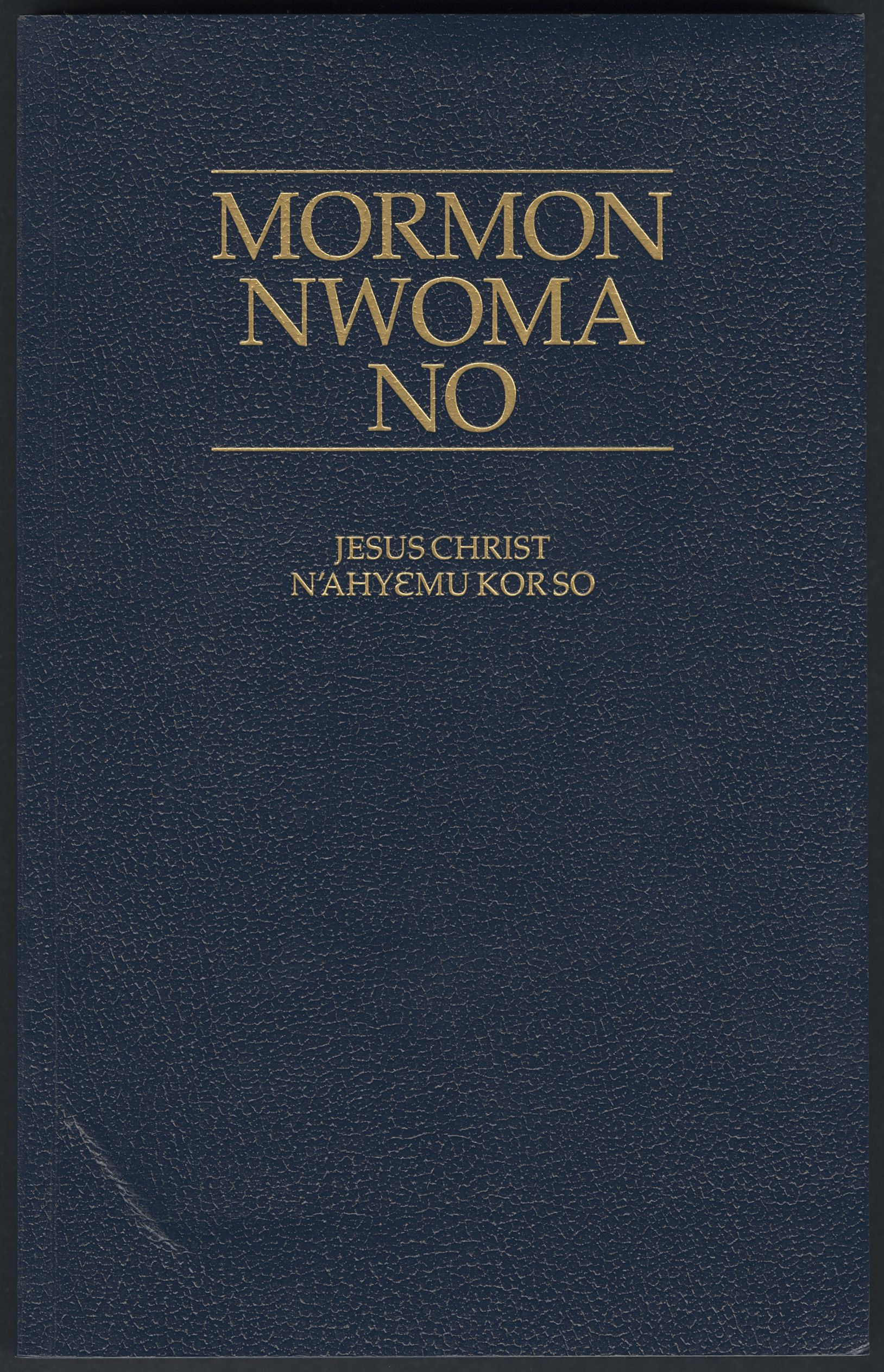
ファンティ語訳のモルモン書。N'AHYƐMU という単語にイプシロンが使われていることに注目されたし。

ファンティ語（Fante、Fanti、Mfantse）はクワ語群に属する言語である。アカン語の方言と分類される。話者はガーナのセントラル州に居住するファンティ族の人々である。

## 方言
- アゴナ方言（Agona） (aka-ago)
- Anomabo Fanti (fat-ano)
- Abura Fanti (fat-abu)
- Gomua (fat-tom)